# وكيل كنيسة
وكيل الكنيسة هو مسؤول علماني في أبرشية أو جماعة تابعة للطائفة الأنجليكية أو الكنيسة الكثلية وعادة ما يعمل متطوع بدوام جزئي. في التقليد الأنجليكاني، أصحاب هذه المناصب هم بحكم مناصبهم أعضاء في مجلس الأبرشية.